# Cheshire
För andra betydelser, se Cheshire (olika betydelser).
Cheshire är ett ceremoniellt grevskap i England, i regionen Nordvästra England. Den traditionella huvudorten är Chester. Grevskapet gränsar till Merseyside, Greater Manchester, Derbyshire, Staffordshire och Shropshire samt det walesiska grevskapet Clwyd.
Några av de nordliga delarna av grevskapet räknas ibland som förstäder till Manchester och Liverpool och en betydande andel av invånarna jobbar och pendlar dit. Grevskapet är sedan 2009 indelat i fyra enhetskommuner (unitary authorities): Cheshire East, Cheshire West and Chester, Halton och Borough of Warrington. Cheshire East ersatte de tidigare distrikten Macclesfield, Congleton och Crewe and Nantwich, medan Cheshire West and Chester ersatte Chester, Ellesmere Port and Neston och Vale Royal.
Det bodde år 2002 totalt 986 079 invånare i grevskapet som är 2 343 kvadratkilometer stort.

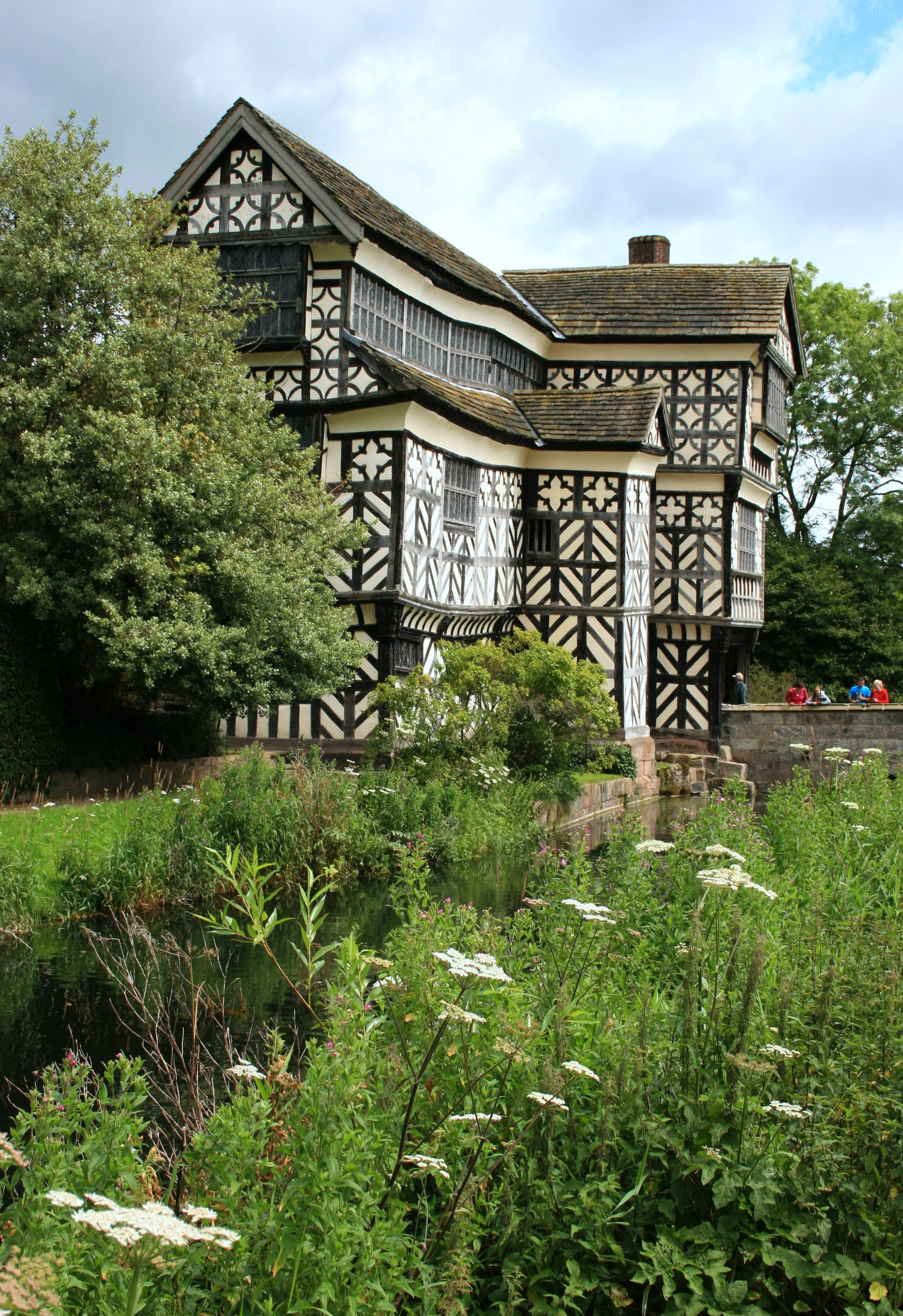
Little Moreton Hall i Cheshire är ett lysande exempel på korsvirkesarkitektur från 1500-talet.